# Plesiosaurus dolichodeirus
Plesiosaurus è il più noto rappresentante di quel gruppo di rettili marini noti come plesiosauri. I suoi resti fossili si rinvengono in strati del Giurassico inferiore (circa 190 - 180 milioni di anni fa) principalmente in Inghilterra e in Germania.

## Il rettile marino più famoso
Questo animale era lungo in media dai 3 ai 5 metri, ed è molto ben conosciuto grazie a vari scheletri completi emersi dalle rocce giurassiche del giacimento di Lyme Regis in Inghilterra. Le sue caratteristiche includono una piccola testa, un collo lungo e sottile, un corpo largo e piatto, una coda corta e soprattutto quattro zampe trasformate in pinne allungate. Il suo nome è stato utilizzato anche per il grande gruppo di rettili chiamati plesiosauri, di cui è un primitivo rappresentante abbastanza tipico.

## La scoperta

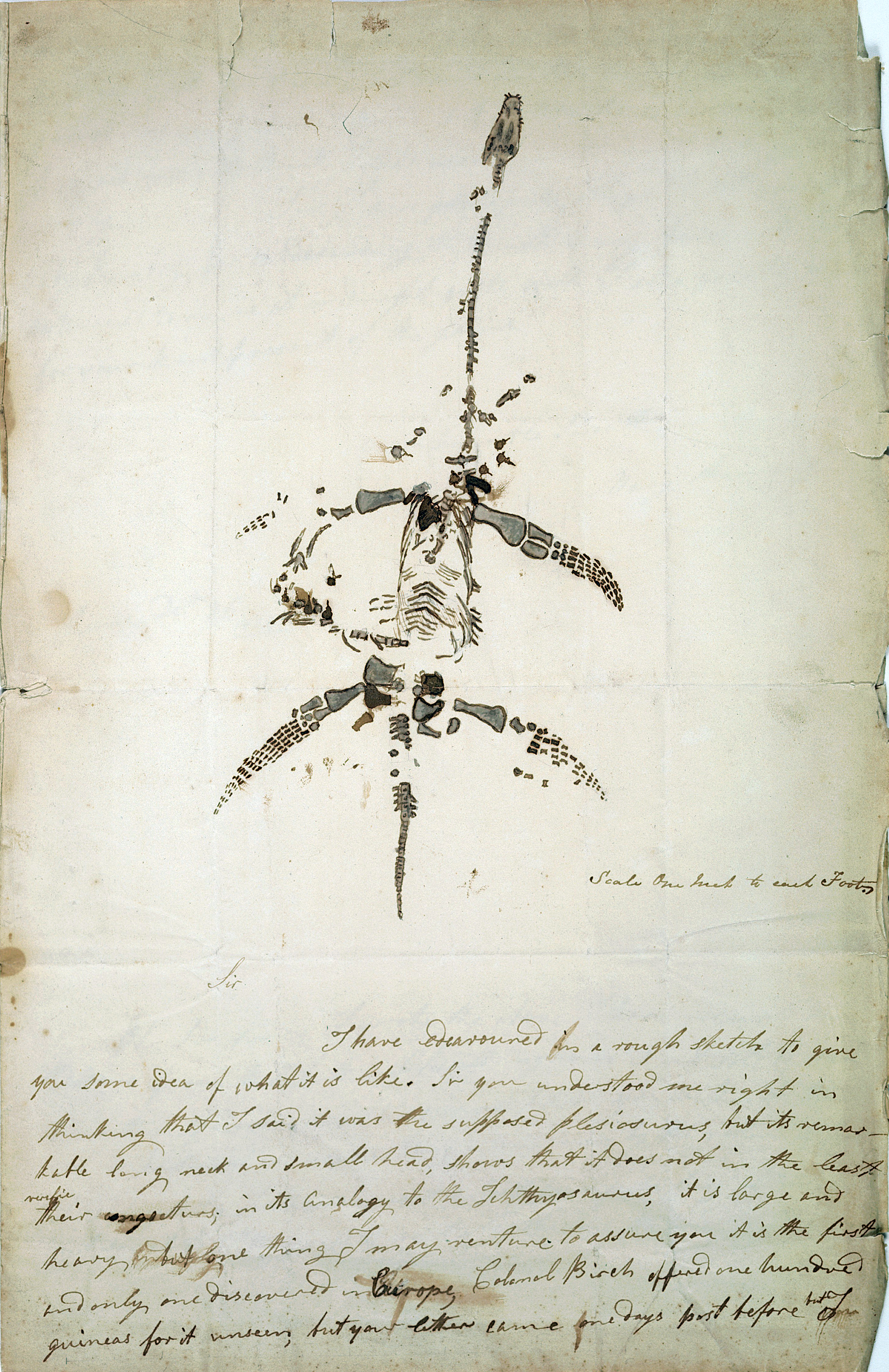
Lettera di Mary Anning riguardo alla scoperta dei fossili, 1823

Il plesiosauro (dal greco "plesios" = vicino a, e "sauros" = lucertola) fu uno dei primi "rettili antidiluviani" ad essere scoperti nelle rocce inglesi, all'inizio del XIX secolo. La sua scoperta da parte di Mary Anning destò scalpore nell'Inghilterra vittoriana. Il suo nome ("vicino alla lucertola") sta ad indicare che questo animale era più simile ai rettili odierni di quanto non lo fosse Ichthyosaurus ("lucertola pesce"), scoperto negli stessi giacimenti pochi anni prima. Allo scienziato che lo descrisse scientificamente, William Conybeare, è stata attribuita la seguente frase che ritrae il plesiosauro: "Un serpente passato attraverso il corpo di una tartaruga".

## Descrizione
Il muso del plesiosauro è corto, ma la bocca era in grado di aprirsi moltissimo, e le mascelle erano dotate di denti conici posti in cavità, in un modo molto simile a quello dell'odierno gaviale (Gavialis gangeticus). Il collo è lungo e sottile, ma sembra essere stato piuttosto rigido, poiché le vertebre sono quasi piatte alle estremità: ciò indicherebbe che il plesiosauro non poteva tenere il collo in una posizione "da cigno", come ritratto in molte vecchie illustrazioni. Le altre vertebre sono costruite in maniera simile e unite fermamente, e non vi era l'osso sacro. Le costole, a metà del tronco, costituiscono una struttura robusta unita insieme. La coda è corta e diritta, particolarmente affusolata. I cinti pettorale e pelvico che sostengono i quattro arti sono eccezionalmente sviluppati; in particolare, l'arco pettorale assomiglia notevolmente a quello delle tartarughe. Le zampe sono vere e proprie natatoie allungate, ciascuna dotata di cinque dita ma con moltissime falangi addizionali. Alcune tracce di pelle rivelano che il plesiosauro non era dotato di squame, ma presentava una superficie liscia.

## Specie
Un tempo, il genere Plesiosaurus era utilizzato come "cestino dei rifiuti" per descrivere qualunque plesiosauro mesozoico dall'aspetto vagamente simile. Più recentemente, una riclassificazione dei rettili saurotterigi ha portato alla revisione del genere, e molte specie precedentemente classificate come Plesiosaurus sono state "dirottate" verso altri generi e addirittura altre famiglie. Solo due specie sono riconosciute tuttora. 

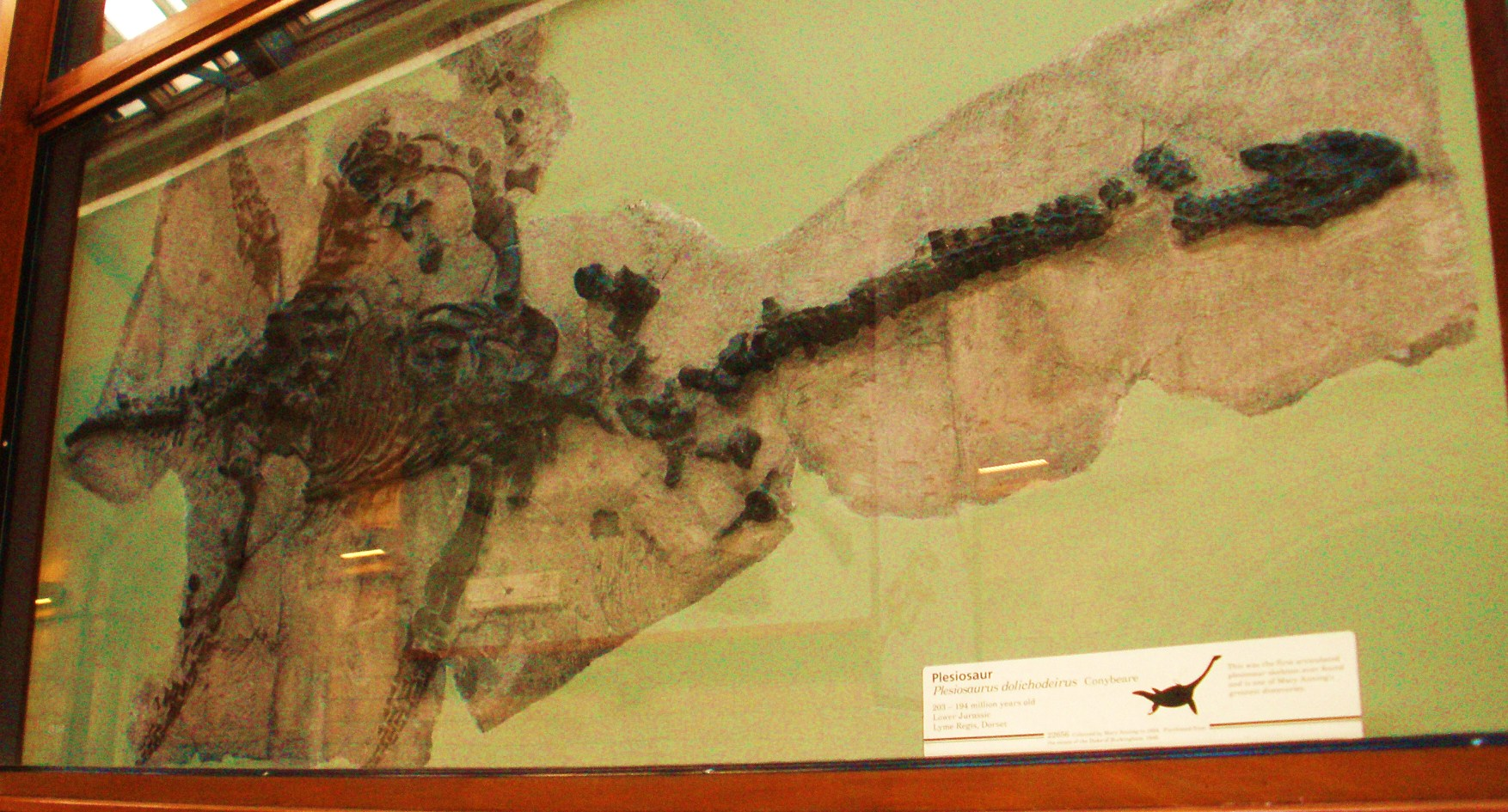
Fossile di Plesiosaurus dolichodeirus al Natural History Museum di Londra

Plesiosaurus dolichodeirus è la specie tipo, conosciuta dal Giurassico inferiore di Lyme Regis (Sinemuriano). Era lunga circa tre metri, ma altri plesiosauri dallo stesso giacimento sembrerebbero aver raggiunto i cinque o sei metri di lunghezza.
Plesiosaurus guilelmiimperatoris è conosciuto per uno scheletro quasi completo, di grandi dimensioni, dal Giurassico inferiore di Württemberg, in Germania. Sembra che nel fossile sia conservata l'impronta di una pinna romboidale in piano verticale; se così fosse, molti plesiosauri potrebbero aver avuto questa struttura. Questa specie è stata recentemente ridescritta in un genere a parte, Seeleyosaurus.

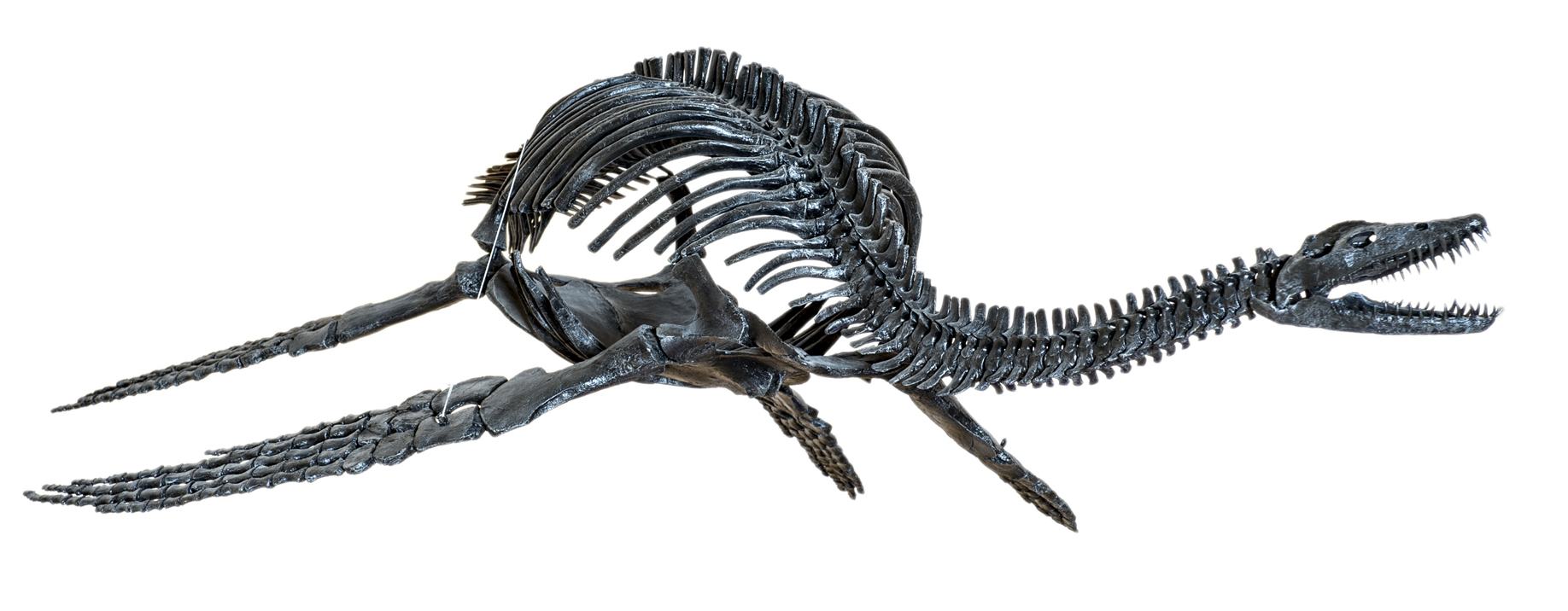
Scheletro di Plesiosaurus dolichodeirus

## Stile di vita
Il plesiosauro era un animale esclusivamente marino, che si nutriva probabilmente di belemniti e pesci, o di altre prede simili. Si spostava grazie alle "pagaie" dal momento che la coda era troppo corta per poter assolvere a questa funzione. Il plesiosauro, in sostanza, doveva essere uno dei più pericolosi predatori del suo tempo, anche se non era certo il più grande. Altri plesiosauri e alcuni primitivi pliosauri lo superavano in dimensioni; alcuni grandi squali, inoltre, potevano predarlo.

## Nella cultura di massa
Il Plesiosaurus è per molto tempo e ancora oggi, il rettile marino per eccellenza, sebbene dal 2015 con il successo di Jurassic World questo titolo sia passato al Mosasaurus. La fama di questo animale è probabilmente dovuta ai molti ritrovamenti fossili di questo animale e al suo tipico aspetto simile a quello dei grandi Sauropodi terrestri, vi sono quindi molte rappresentazioni di questo animale nei meri preistorici in film e libri illustrativi, tuttavia alcune persone sono fermamente convinte che il Plesiosaurus possa camminare sulla terra ferma con le pinne, questo errato carattere del Plesiosaurus è dovuto che in passato in ambito scientifico e paleontologico c’era questa convinzione che questo animale, gli Elasmosauridi e quanto pare anche i Mosasauridi fossero capaci di camminare sulla terra ferma, successivamente però questa teoria è stata completamente smentita.
Questa errata rappresentazione è presente in Fantasia (1940) e in Doraemon - The Movie: Il dinosauro di Nobita (2006) anche se in quest’ultimo si tratta di un Futabasaurus, un parente del Plesiosaurus.
L’aspetto del Plesiosaurus è inoltre alla base dell’immagine della forma della creatura leggendaria nota con il nome di Mostro di Loch Ness.
Ricostruzioni di plesiosauri sono presenti nel Parco della Preistoria di Rivolta d'Adda.